# Michel Sardou
Michel Sardou (Parijs, 26 januari 1947) is een Franse zanger, chansonnier en acteur. Hij komt uit een beroemde Franse artiestenfamilie. Zijn vader Fernand Sardou was zanger, cabaretier en acteur. Zijn moeder Jackie Sardou was zangeres en actrice.

## Zangcarrière
Michel Sardou werd wereldberoemd door zijn liedjes. Zijn teksten zijn soms zeer politiek geëngageerd, maar hij schrijft ook chansons over het leven en de liefde. Zijn grootste hit in België en Nederland was "Les lacs du Connemara", maar hij schreef ruim vijfhonderd chansons.
Zijn zangcarrière begon in 1967. In 1970 kwam de grote doorbraak in Frankrijk met de hits "Les bals populaires" en "Le rire du sergent". Een belangrijke factor voor het succes was componist Jacques Revaux, met wie hij tot in de jaren 90 zou samenwerken. Het succes werd nog groter in 1973 met de single "La maladie d'amour". In 1975 verwierf hij nationale heldenstatus met zijn chanson "Le France", een protestsong over de verkoop van het toen grootste Franse cruiseschip. Maar in 1976 veroorzaakte Sardou een nationale rel met het nummer "Je suis pour", waarmee werd gedacht dat hij zich voor de doodstraf uitsprak. Sardou moest zelfs enige tijd onderduiken. In de jaren daarna werden zijn teksten milder.
In 1977 bracht hij "Comme d'habitude" uit, een nummer van Claude François dat Frank Sinatra uitbracht als "My Way". Eind jaren zeventig leek Sardou's muzikale output wat bloedarmer te worden, tot hij in 1981 verrassend terugkwam met Les lacs du Connemara, een album met vier top-10 hits in Frankrijk ("Etre une femme", "Je viens du Sud", "Musica" en het titelnummer). In de jaren die volgden was het succes minder groot, maar elk album kende zeker één grote Franse hit ("Afrique Adieu", 1982; "Vladimir Ilitch", 1983; "Io Domenico", 1984; "Chanteur de jazz", 1985; "Musulmanes", 1986). In 1990 won Sardou de prijs voor beste plaat met Le privilège, waarin ook de teksten weer wat scherper werden. Na dat album werd zijn productiviteit minder, met een nieuw album eens in de twee à drie jaar.
In 2004 brak zijn cd (getiteld Du plaisir) verkooprecords in Frankrijk. Sardou had inmiddels nieuwe mensen om zich heen zoals Didier Barbelivien, zijn zoon Davy Sardou, Jacques Veneruso als producer en J. Kapler (Robert Goldman, broer van Jean-Jacques Goldman). Op 13 november 2006 verscheen zijn nieuwe album Hors Format. Het nieuwe album is een dubbelalbum.
Anno 2025 werden er reeds meer dan 11 miljoen albums van Sardou verkocht in Frankrijk, België, Zwitserland en Canada (Quebec).
De eerste single van het album was "Beethoven". Een chanson dat ging over het feit dat de wereld doof is, net als Beethoven, doof voor de liefde en doof voor het geweld. Hij maakte samen met cineast Olivier Marchall een indringende videoclip en film bij dit chanson.
In 2006 kwam de 2e single uit, Allons Danser. Dit chanson houdt de gemoederen bezig omdat het gaat over het integratieprobleem en de polemiek in de politiek in Frankrijk. Het chanson wordt gezien als een promotie voor zijn persoonlijke vriend Nicolas Sarkozy, de toenmalige presidentskandidaat voor de UMP, en ex-president van Frankrijk.
Michel Sardou is bezig met zijn laatste tournee van zijn carrière. Na 40 jaar optreden is Sardou het een beetje zat altijd maar van huis te zijn en wil hij het graag wat rustiger aan gaan doen. Sardou was na een stevige start van zijn tour na het concert in Montpellier gestopt vanwege ernstige rugklachten die hem dwongen alle concerten die gepland stonden voor de komende periode te annuleren. Nu is hij weer begonnen en zal zijn volgende show op 2 oktober in de Franse stad Caen zijn.
Sardou blijft nog wel cd's maken en treedt zo nu en dan op. Hij gaat zich verder bezighouden met theater en film. Samen met Olivier Marchall, met wie hij de spannende clip bij zijn chanson "Beethoven" maakte, gaat hij aan een filmproject werken.
Michel heeft zijn villa in de buurt van Parijs verlaten en is inmiddels verhuisd naar een nieuw chalet in de Franse Alpen in het wintersportplaatsje Combloux. Om snel in Parijs en andere steden te kunnen komen, heeft Sardou een vliegtuigje gekocht dat hij liefkozend Juliette noemt. Inmiddels is zijn derde single uit. "Valentineday" is een liedje over de geschiedenis van de prostitutie. Zijn album Hors Format verkoopt goed en veel van de liedjes zingt Michel ook tijdens zijn concerten. Michel Sardou is nog steeds bijzonder populair. Zo werd hij onlangs verkozen op de 5de plaats van de meest populaire mensen van Frankrijk.
In 2010 kwam zijn nieuwe album Etre une femme 2010 uit.
In 2018 ging zijn nieuwe tour de chante van start onder de titel "La Derniere Danse".

## Acteercarrière
Sardou is niet alleen zanger, hij is ook acteur. In 2001 kocht hij samen met Jean-Claude Camus, de man die zijn concerten produceert, het Théatre de la porte St-Martin in Parijs. Sardou is directeur en eigenaar. Zelf acteerde hij ook in zijn eigen theater. Hij heeft onder meer in het theaterstuk Comédie Privée (van Neil Simon) gestaan samen met de actrice Marie-Anne Chazel. In 1996 acteerde hij in het theaterstuk Bagatelle(s) van Noël Coward met Laurent Chalumeau en Pierre Mondy. Sardou heeft ook 160 avonden in zijn theater gestaan met het theaterstuk L'Homme en question van Félicien Marceau.
Sardou heeft als acteur meegespeeld in de bioscoopfilm Cross, een politie/actiefilm uit 1986. Ook voor de televisie heeft hij meegedaan aan een speelfilm samen met de Belgische actrice Alexandra Vandernoot. Sardou speelde hierin de rol van Colonel Legoff.

## Privéleven
Sardou kreeg uit zijn eerste huwelijk twee dochters en uit zijn tweede huwelijk twee zonen die beiden ook bekend werden. Davy Sardou acteert in toneelstukken en televisiefilms en heeft muziek voor zijn vader geschreven. Romain Sardou is inmiddels een bekend gepubliceerd auteur. Beide huwelijken eindigden in scheiding. Sinds 1999 is Sardou hertrouwd met de journalist en hoofdredacteur van het Franse modeblad Elle, Anne-Marie Périer. Vele beroemde vrienden waren bij hun huwelijk aanwezig, zoals Johnny Hallyday en Eddy Mitchell. Ook toenmalig president Jacques Chirac en toenmalig minister van Binnenlandse Zaken Nicolas Sarkozy waren aanwezig.

## Hitnotering

### Albums
| Album met hitnotering(en) in de Vlaamse Ultratop 200 albums | Datum van verschijnen | Datum van binnenkomst | Hoogste positie | Aantal weken | Opmerkingen |
| ----------------------------------------------------------- | --------------------- | --------------------- | --------------- | ------------ | ----------- |
| Salut                                                       | 1997                  | 08-11-1997            | 48              | 2            |             |
| Du plaisir                                                  | 2004                  | 15-05-2004            | 62              | 3            |             |
| Être une femme 2010                                         | 2010                  | 11-09-2010            | 45              | 3            |             |
| Les grands-moments - best of                                | 2012                  | 03-11-2012            | 121             | 15*          | Goud        |

### NPO Radio 2 Top 2000
| Nummer met noteringen in de NPO Radio 2 Top 2000 | '99 | '00 | '01 | '02 | '03  | '04 | '05 | '06 | '07 | '08 | '09  | '10 | '11  | '12  | '13  | '14  | '15  | '16  | '17  | '18  | '19  | '20  | '21  | '22 | '23 | '24  |
| ------------------------------------------------ | --- | --- | --- | --- | ---- | --- | --- | --- | --- | --- | ---- | --- | ---- | ---- | ---- | ---- | ---- | ---- | ---- | ---- | ---- | ---- | ---- | --- | --- | ---- |
| Les lacs du Connemara                            | 662 | -   | 781 | 869 | 1140 | 797 | 691 | 633 | 916 | 766 | 1014 | 918 | 1154 | 1048 | 1004 | 1213 | 1215 | 1459 | 1443 | 1489 | 1357 | 1399 | 1080 | 998 | 996 | 1008 |

1. ↑  Een '-' betekent dat het nummer niet was genoteerd en een vetgedrukt getal geeft de hoogste notering aan.